# Mercedes Schlapp
Mercedes Schlapp (de soltera Viana; Miami, 27 de diciembre de 1972) es una especialista en comunicaciones y comentarista política estadounidense para medios de comunicación en inglés y español. Se desempeñó en dos administraciones presidenciales como directora de medios especializados bajo la administración de George W. Bush y como directora de comunicaciones estratégicas de la Casa Blanca en la primera presidencia de Donald Trump desde septiembre de 2017 hasta julio de 2019. Continuó trabajando en la campaña de reelección de Trump en 2020 como asesora principal de comunicaciones estratégicas.
También es cofundadora de Cove Strategies y asesora en estrategia de medios para organizaciones corporativas y sin fines de lucro.

## Vida personal y educación
Schlapp es una cubanoestadounidense de primera generación nacida en Florida, hermana menor del educador José Alejandro Viana. Está casada con Matt Schlapp, presidente de la Unión Conservadora Estadounidense. Los Schlapp tienen cinco hijas.
Schlapp atribuye su interés por la política a su padre, quien fue un prisionero político en Cuba en la década de 1960 bajo el régimen de Fidel Castro.
Schlapp obtuvo una licenciatura de la Universidad Internacional de Florida (UIF) en 1994 y una maestría en administración pública de la Universidad George Washington. En diciembre de 2019, recibió el Medallón de Exalumna Destacada de la UIF c.

## Carrera

### Administración Bush
Schlapp trabajó en las campañas presidenciales de 2000 y 2004 de George W. Bush, y fue Directora de Medios Especializados en su administración.

### Medios de comunicación
Schlapp ha sido colaboradora de Fox News y columnista de varias publicaciones, entre ellas U.S. News & World Report y The Washington Times. Ha sido copresentadora habitual de Prime News con Jenn Pellegrino (finalizó el 31 de diciembre de 2023) y actualmente forma parte del panel de The Right Squad. Ambos programas están en Newsmax TV.

### Empresa de estrategia de medios
Junto con su marido, Schlapp fundó Cove Strategies, una empresa de estrategia de medios y lobby con sede en Alexandria (Virginia), en 2009. Según OpenSecrets, la firma presta servicios principalmente en áreas de telecomunicaciones, comercio y salud y obtuvo mayores ingresos durante la administración Trump que durante la administración Obama.

### Asociación Nacional del Rifle (NRA)
Fue miembro de la junta directiva de la Asociación Nacional del Rifle de Estados Unidos antes de unirse a la Casa Blanca. Fue consultora de ayuda en la NRA, y ganó $60 000 de la NRA en 2015 y $45 000 en 2016, según las declaraciones de impuestos de la NRA.

### Administración Trump
El 12 de septiembre de 2017, la administración de Donald Trump anunció que Schlapp se desempeñaría como Directora de Comunicaciones Estratégicas. Durante su tiempo en la Administración Trump, Schlapp se centró en cuestiones como la seguridad escolar, los opioides, la infraestructura y el comercio. Antes de unirse a la administración Trump, Schlapp hizo numerosas declaraciones fuertemente críticas hacia Trump.
Schlapp atrajo la atención cuando ella y su esposo abandonaron la Cena de Corresponsales de la Casa Blanca a principios de abril de 2018, diciendo que estaba disgustada por las bromas de la comediante Michelle Wolf dirigidas a la secretaria de prensa Sarah Huckabee Sanders. Tuiteó posteriormente que la rutina cómica de Wolf es «la razón por la que Estados Unidos odia a la élite mediática izquierdista desconectada de la realidad».
En mayo de 2018, Schlapp defendió a la asistente de la Casa Blanca, Kelly Sadler, después de que esta bromeara diciendo que la oposición de John McCain a la candidata a directora de la CIA, Gina Haspel, era irrelevante porque «él se está muriendo de todos modos».
Schlapp también trabajó como asesora principal de comunicaciones estratégicas en la campaña de reelección de Trump en 2020.

### Protestas por la muerte de George Floyd
En junio de 2020, en medio de las protestas por la muerte de George Floyd contra el racismo y la brutalidad policial, retuiteó elogios a un hombre que blandía una motosierra contra los manifestantes mientras gritaba nigger. Después de que Politico le pidió un comentario, ella retuiteó otra cuenta que publicó el video del hombre con la motosierra pero que silenció la palabra. Después de que Politico publicó la historia, ella se disculpó.

### Posiciones políticas
Schlapp se opone al matrimonio entre personas del mismo sexo. Calificó la decisión del presidente Barack Obama de apoyarlo como una «estratagema política».

### Pleito judicial
En enero de 2023, Mercedes Schlapp fue nombrada como acusada en una demanda presentada por un exasistente del candidato republicano al Senado de Georgia, Herschel Walker. La demanda acusa a Mercedes de intentar desacreditar al asistente después de su acusación de agresión sexual contra su esposo Matt Schlapp. En respuesta a sus informes sobre la demanda, Mercedes Schlapp atacó públicamente a The Daily Beast como «la publicación de Satanás».